# アングランド (メーヌ＝エ＝ロワール県)
アングランド （Ingrande）は、フランス、ペイ・ド・ラ・ロワール地域圏、メーヌ＝エ＝ロワール県にかつて存在したコミューン。
アングランドが正式名称だが、アングランド＝シュル＝ロワール（Ingrandes-sur-Loire）と呼ばれることもある。

## 地理
県の西端にあり、ロワール川の北岸（右岸）に位置している。ロワール＝アトランティック県にあるル・フレンヌ＝シュル＝ロワールに隣接する。町の中心部と西部はどちらもロワール川に沿っている。そしてボワル・ド・シャントセと呼ばれる三日月湖は、町の東部にある。

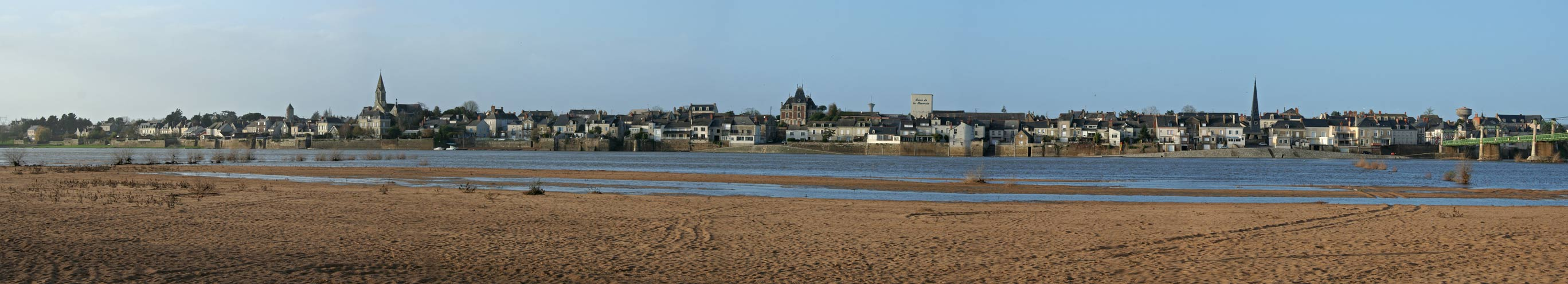
ロワール川から眺めたアングランド

## 由来
Ingrandeはガリア語のequoranda（境界の端）からきた地名である。それはこの地が国境または国境線上にあったことを示している。ガリア時代のアングランドは、ナムネティ族とアンデカウィ族の領土の境界線にあたり、その後（アングランドを含む）ナント司教座とアンジェ司教座の境界となり、ブルターニュとアンジューの境界となった。1790年以降は、ロワール＝アンフェリウール県（現在のロワール＝アトランティック県）とメーヌ＝エ＝ロワール県の境界となった。
アングランドの名前が初めてIngrandiaとして記されるのは、1052年の公文書においてである。
アングランドの古名は以下のようになる。Ingrandia（1052年）、Ingranda（1095年）、Ingirandum castrumまたはIngrannus（1107年）、Inguirandia（1110年）、Ingrande（1793年、1801年）そしてその後Ingrandesとなった。
1343年、塩税を確立したフィリップ6世の命令によって、塩が国家の独占業となった。アングランドを含むアンジューは塩税の高い地方の1つであり、特別裁判所と塩蔵を持っていた。アングランドに税関が置かれたのは、ナントより上流で生産されるワインに課税するためであった。このためワイン品質の向上が進み価格が上がった。ナントのブドウ畑から生産されるワインと比べ、上流のワインは品質で勝たねばならなかったのである.。
sが除かれた地名のIngrandeは、ブルターニュの東の端であることがブルターニュ歴史地理辞典（Dictionnaire historique et géographique de la Bretagne）の1843年版に記されている。
1932年11月20日、ブルトン人民兵集団Gwenn ha Duは、ブルターニュ辺境地方のアングランドとシャントセ＝シュル＝ロワールの間で鉄道を攻撃した。Gwen ha Duによるレンヌ襲撃の3ヶ月後、首相エドゥアール・エリオが、ブルターニュのフランス併合400年祝典のためナントに向かうのを狙ったのである。
2015年、4月に開催された交渉や住民集会の数ヵ月後、アングランドとル・フレンヌ＝シュル＝ロワールは合併してコミューン・ヌーヴェル（fr、サルコジ政権時代に成立したフランス国家領土改革法によって、合併して誕生したコミューンの名称）となることに同意した。合併によって、新設後の数年間、国がコミューンに交付する行政広域補助金が計画的に削減されるのを相殺することができる。メーヌ＝エ＝ロワール県に含まれることになるコミューン・ヌーヴェルは、2016年1月1日に誕生する。旧ル・フレンヌ＝シュル＝ロワールは権限委任コミューンとなり、一方でアングランドはコミューン・ヌーヴェルの行政中心地となって権限委任コミューンの権利を放棄する。

## 人口統計
| 1962年 | 1968年 | 1975年 | 1982年 | 1990年 | 1999年 | 2006年 | 2012年 |
| ------ | ------ | ------ | ------ | ------ | ------ | ------ | ------ |
| 1323   | 1429   | 1517   | 1450   | 1410   | 1418   | 1552   | 1656   |

source=1999年までLdh/EHESS/Cassini、2004年以降INSEE

## 姉妹都市
- ブロマム、イギリス
- ラツク、ポーランド

## ギャラリー

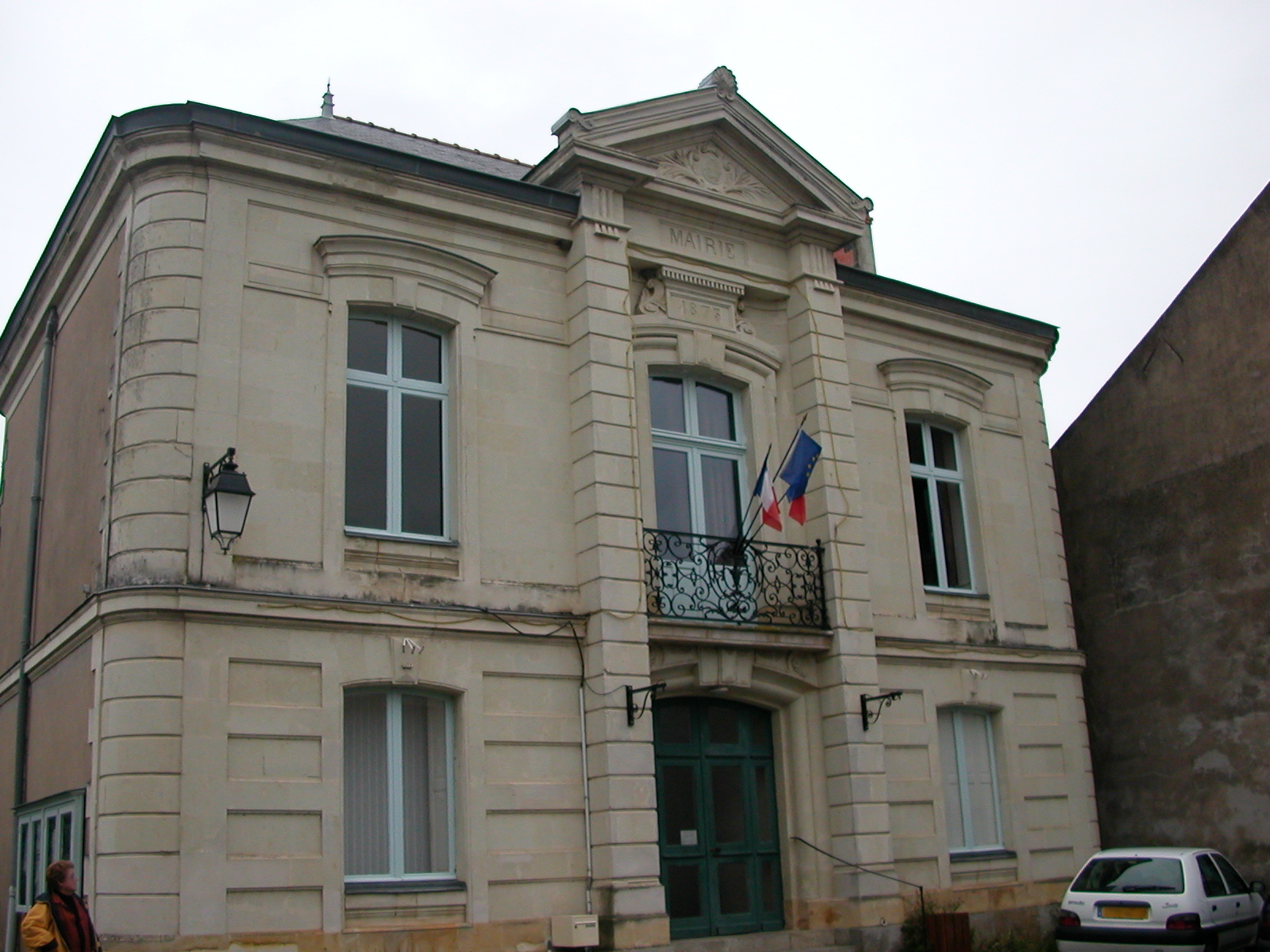
役場
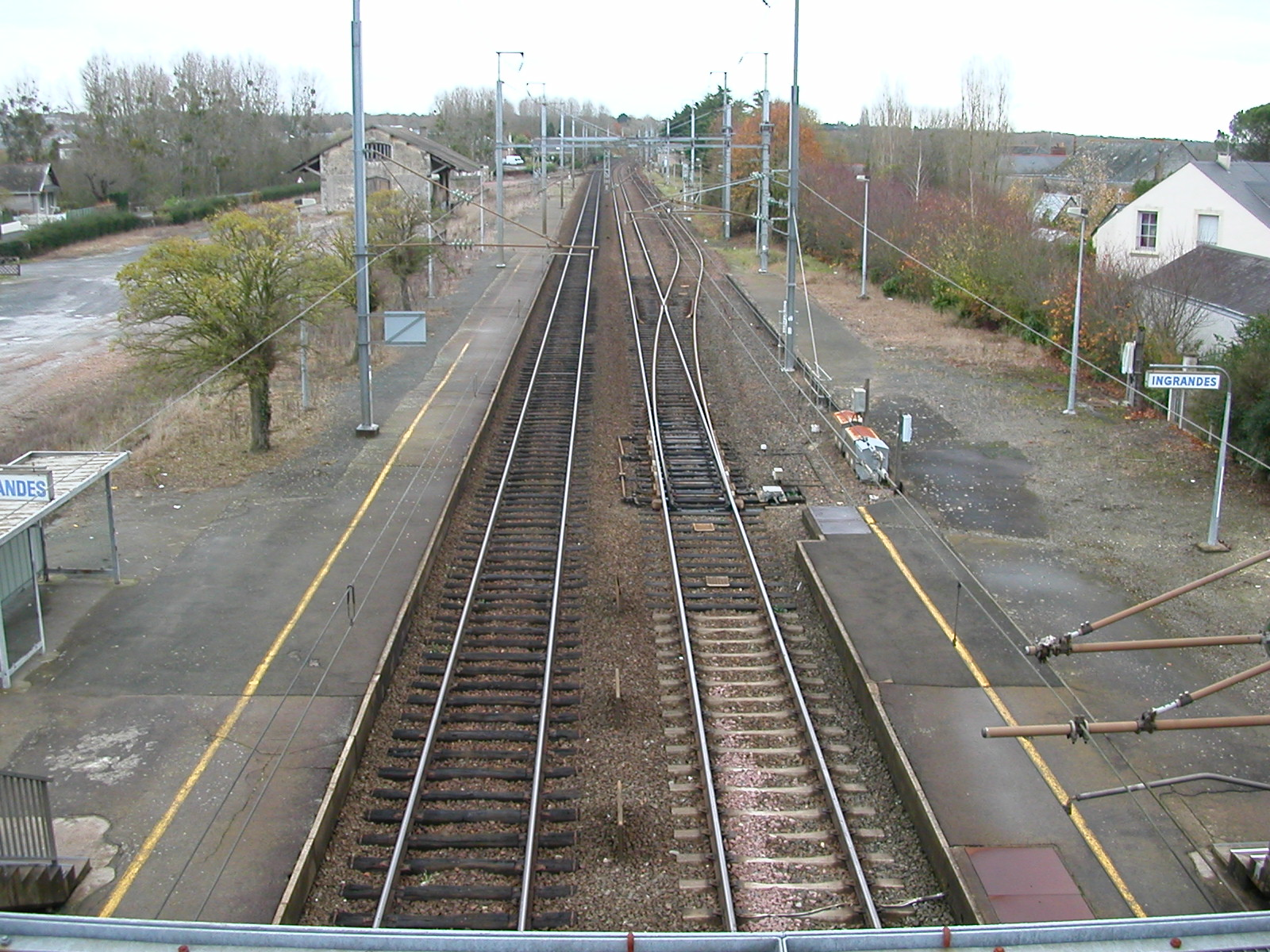
駅
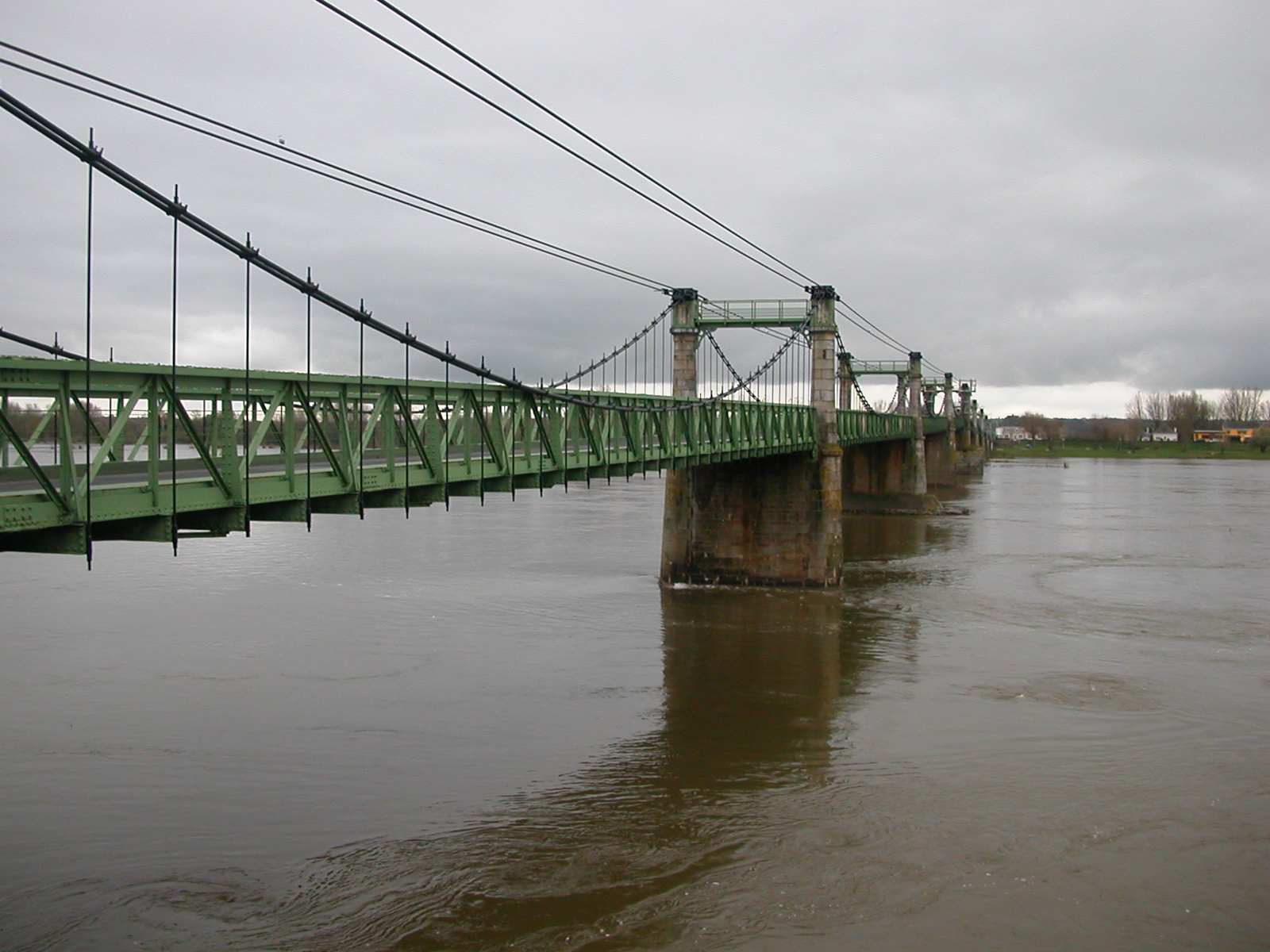
つり橋
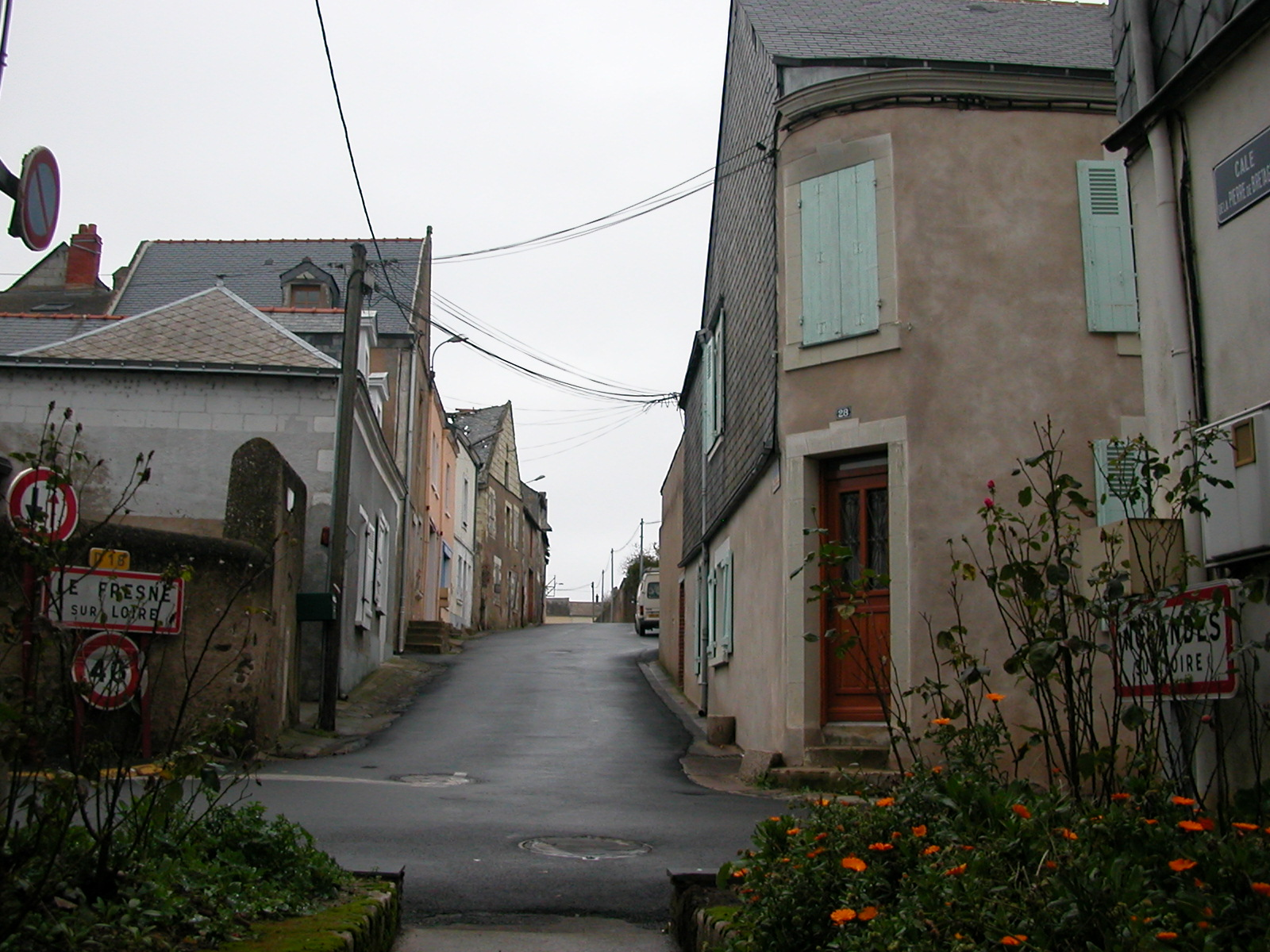
ピエール・ド・ブルターニュ通り。右側がメーヌ＝エ＝ロワール県、左側がロワール＝アトランティック県
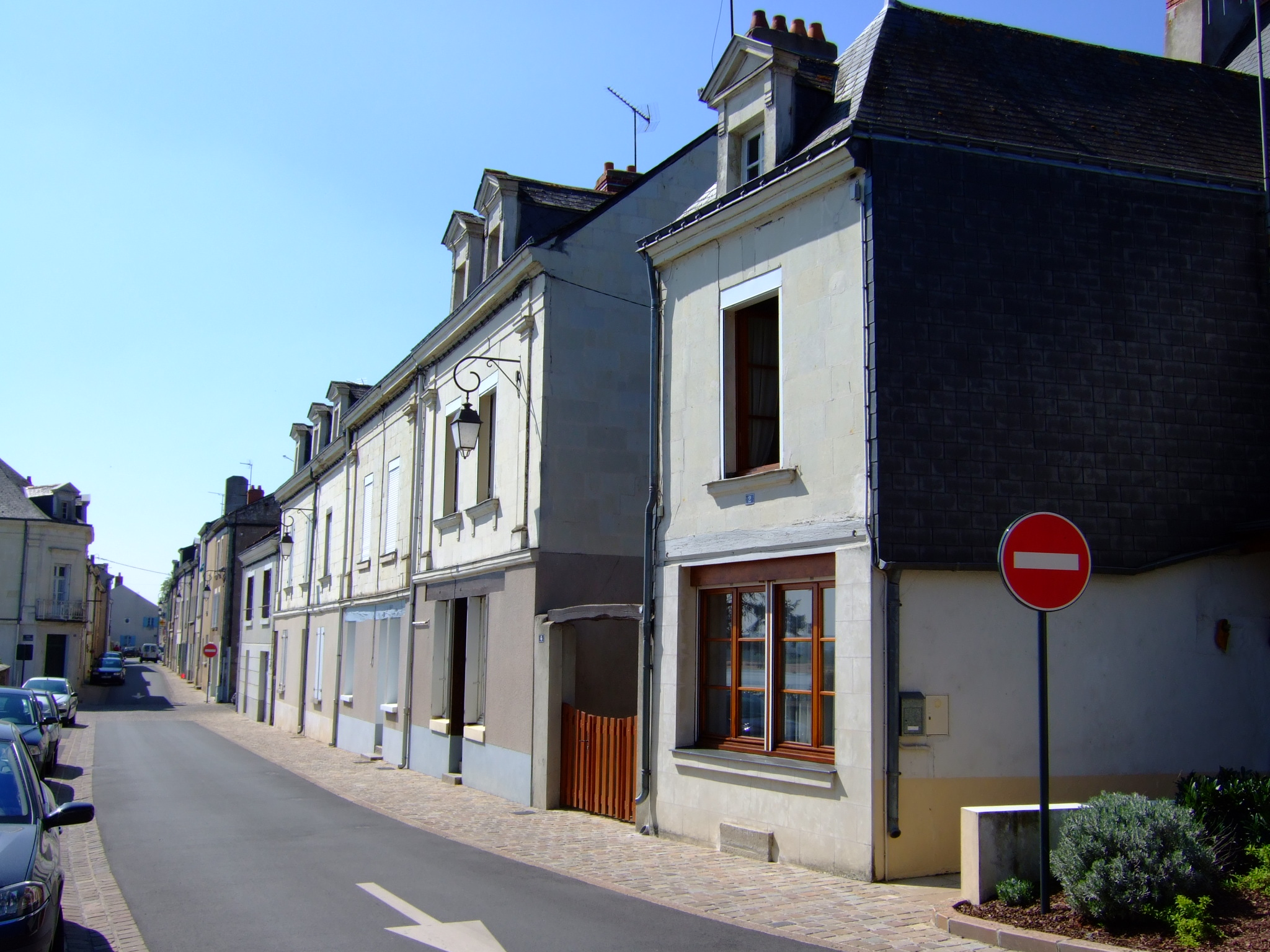
町並み
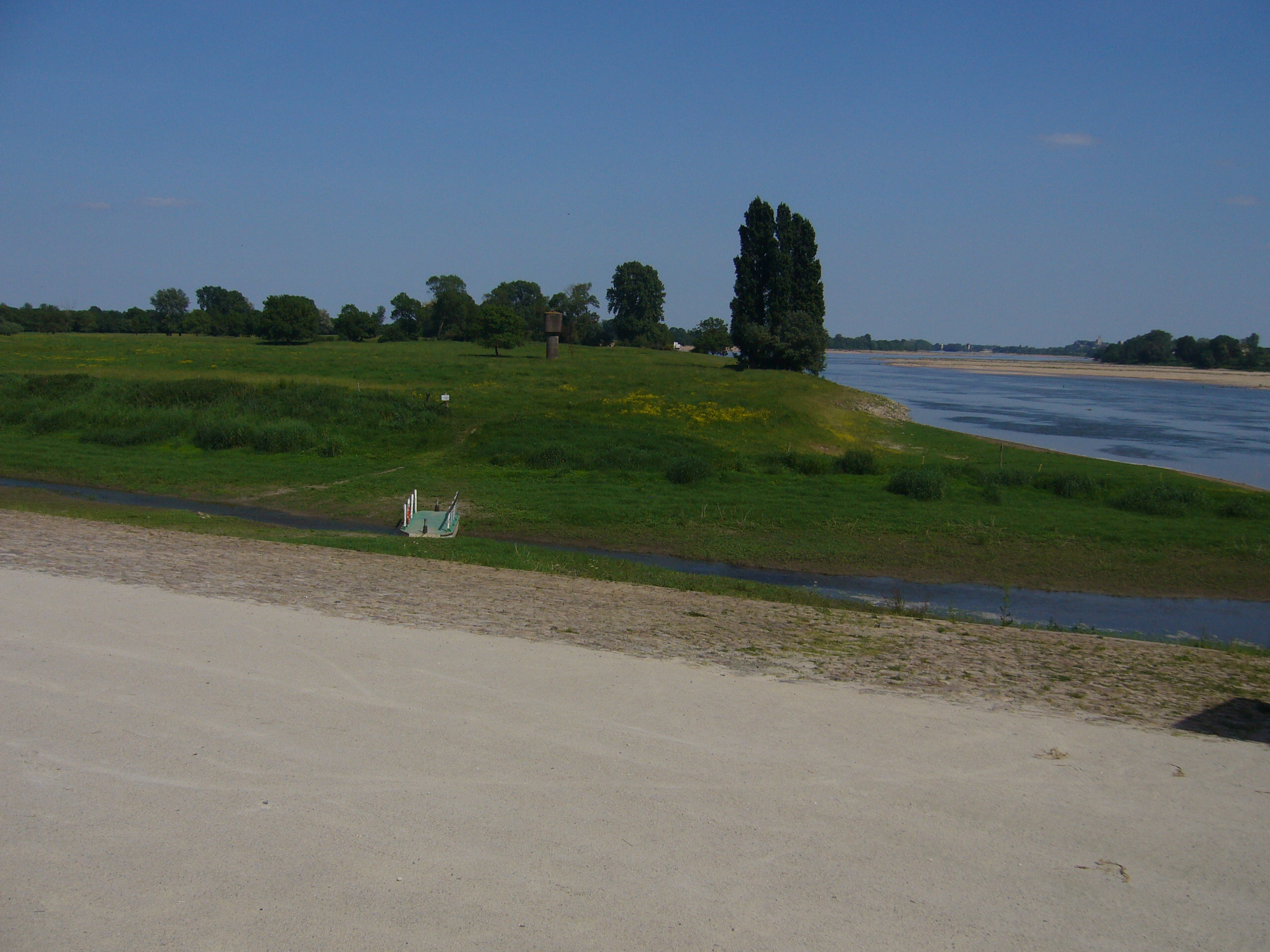
ボワル・ド・シャントセとロワール川の合流地点